# Jiří Kowalík
Jiří Kowalík (né le 5 juillet 1977 en Tchécoslovaquie) est un footballeur tchèque.

## Palmarès
FC Slovácko
- Championnat de Tchéquie D2 (1) :
  - Vainqueur : 1999-00.

- Championnat de Tchéquie :
  - Meilleur buteur : 2002-03.